# Cottage Grove (Wisconsin)
Cottage Grove è un comune degli Stati Uniti, situato in Wisconsin, nella Contea di Dane.